# تشارلز س. برادلي
تشارلز س. برادلي (بالإنجليزية: Charles C. Bradley)‏ هو جيولوجي أمريكي، ولد في 1911 في شيكاغو في الولايات المتحدة، وتوفي في 18 مايو 2002 في بارابو في الولايات المتحدة.